# Steven Reid
Steven John Reid (Kingston, 10 marzo 1981) è un allenatore di calcio ed ex calciatore inglese naturalizzato irlandese, di ruolo centrocampista, collaboratore tecnico del Nottingham Forest.

## Caratteristiche tecniche
Nasce come esterno destro di centrocampo ma con il tempo si è saputo adattare anche come centrocampista centrale e anche come terzino destro possedeva un potente tiro dalla distanza

## Carriera

### Giocatore

#### Club
Ha debuttato da professionista nel 1997 con il Millwall, squadra che nel 2001 ha guadagnato la promozione in First Division. Con la maglia dei Lions colleziona 158 presenze e 19 gol. Nel luglio del 2003 viene acquistato dal Blackburn per 1,85 milioni di sterline. Debutta con la maglia del Blackburn il 23 agosto 2003, subentrando a Vratislav Greško al 76º. Nella stagione 2003-2004 colleziona 16 presenze. La stagione successiva, viene schierato come centrocampista esterno da Graeme Souness, ma quando Mark Hughes gli subentra, sposta Reid nella posizione di centrocampista centrale. Reid inizia bene, firmando l'assist vincente nella vittoria 1-0 sull'Everton il 6 marzo 2005.
Nella FA Premier League 2005-2006, Reid segna un gol da 30 metri con il Wigan Athletic al JJB Stadium. Il 2 maggio 2006 segna il gol che consente al Blackburn di qualificarsi in Coppa UEFA, segnando di testa il gol vittoria contro il Chelsea. Ha saltato quasi completamente la stagione 2006-2007 per un infortunio, collezionando difatti solo 3 presenze. Nella stagione 2007-2008 colleziona 24 presenze. Il 5 marzo 2010 il West Bromwich Albion ha reso noto l'arrivo dai Blackburn dell'esterno destro che vestirà la maglia dei baggies per un mese. Il 10 dicembre 2011 torna a segnare in Premier League dopo quasi sei anni, nella partita persa per 1-2 contro il Wigan.

#### Nazionale
Anche se da giovane ha giocato per le Nazionale Under-16 inglese, ha optato per vestire la maglia verde. In Nazionale irlandese conta 2 gol in 22 presenze, di cui una con la fascia di capitano il 16 agosto 2006 in amichevole contro i Paesi Bassi.

### Allenatore
L'8 luglio 2022 lascia il Nottingham Forest, dopo aver ricoperto il ruolo di vice allenatore nella stagione del ritorno in Premier League.
Nel luglio 2023, il Nottingham Forest ha annunciato il suo ritorno, con il ruolo di collaboratore tecnico della Prima Squadra.